# Pachnistis fulvocapitella
Pachnistis fulvocapitella is een vlinder uit de familie dominomotten (Autostichidae). De wetenschappelijke naam is voor het eerst geldig gepubliceerd in 1966 door Legrand.
De soort komt voor in het Afrotropisch gebied.